# 28
 Тази статия е за 28-ата година от новата ера.  За числото 28 вижте 28 (число).  За други значения вижте 28 (пояснение).
28 (двадесет и осма) година е високосна година, започваща в четвъртък по юлианския календар.

## Събития

### В Римската империя
- Петнайсета година от принципата на Тиберий Юлий Цезар Август (14 – 37 г.).
- Консули на Римската империя са Гай Апий Юний Силан и Публий Силий Нерва.
- Суфектконсули стават Луций Антисций Вет и Квинт Юний Блез.
- Племето фризи въстава срещу римляните. Управителят на Долна Германия Луций Апроний изпраща войска, която да овладее ситуацията. Римляните понасят жертви и военните действия не са довършени, което позволява земите на север от делтата на река Рейн, които десетилетия преди това са завладени от Нерон Клавдий Друз, да останат извън директен римски контрол.[1]
- Император Тиберий урежда Агрипина Млада, дъщеря на Германик, да се омъжи за Гней Домиций Ахенобарб.[1]

#### В Юдея
- Според Евангелито от Лука в петнайсетата година от управлението на император Тиберий, Йоан Кръстител започва да проповядва, което е последвано и от първите проповеди на Исус Христос. Въпреки това по-вероятно е това да се е случило в началото на следващата 29 г.[2]

## Родени
- Береника, дъщеря на Ирод Агрипа I († 79 г.)

## Починали
- Юлия Младша, римска матрона и внучка на император Октавиан Август (* 19 г. пр.н.е.)